# Rifat Hadžiselimović
Akademik Rifat Hadžiselimović (Šiprage, 7. januar 1944) jedan je od vodećih bosanskohercegovačkih genetičara. Od 2013. godine, nakon više od 45 godina radnog staža, izabran je u zvanje emeritusa i djeluje kao naučni savjetnik u Institutu za genetičko inženjerstvo i biotehnologiju u Sarajevu.
Za dopisnog člana Akademije nauka i umjetnosti Bosne i Hercegovine izabran je 2018.

## Edukacija i profesionalna karijera
Srednjoškolsko obrazovanje je završio u Banjoj Luci 1962. godine kada upisuje Prirodno-matematički fakultet u Sarajevu. Diplomirao je 1966. godine, stekavši zvanje profesora biologije. Magistraturu bioloških nauka (Antropologija), završio je 1971. godine na Prirodoslovno–matematičkom fakultetu Sveučilišta u Zagrebu, Hrvatska, odbranom teze pod naslovom Istorijski aspekt kretanja relativne frekvencije dva alelogena u ljudskim populacijama. Doktorat bioloških nauka završio je 1976. godine na Prirodno–matematičkom fakultetu Univerziteta u Sarajevu, odbranom teze pod naslovom Genetika sekrecije ABH antigena u stanovništvu Bosne i Hercegovine . Od 1966. angažiran je na Prirodno–matematičkom fakultetu Univerziteta u Sarajevu , najprije kao asistent (1966-1977), zatim kao docent (1977), vanredni (1980) te redovni profesor (1984) na predmetima: Humana genetika, Genetičko inženjerstvo i biotehnologija, Evolucija, Antropologija i Eksperimentalna biomedicina.
Od 1984-86. obavljao je i funkciju Šefa Odsjeka za biologiju. Od 1994. godine bio je angažiran u realizaciji Postdiplomskog studija bioloških nauka i to do 2003. godine kao voditelj studija, a nakon toga, do 2007. kao voditelj smjera Genetika  Архивирано на веб-сајту  (5. мај 2017).
U periodu od 1987-2001. obavljao je funkciju Direktora Instituta za genetičko inženjerstvo i biotehnologiju, a od 2001. godine je bio Koordinator DNK projekta koji je realiziran u saradnji sa Međunarodnom komisijom za nestale osobe (International Commission on Missing Persons - ICMP) i kao naučni savjetnik u Institutu , gdje je od 2006. do 2012. godine djelovao i kao predsjednik Upravnog odbora . Djelovao je kao aktivni član Antropološkog društva Jugoslavije  a osnivač je i član Udruženja genetičara u Bosni i Hercegovini.

## Nagrade i priznanja
- Nagrada Univerziteta u Sarajevu za studentski naučni rad (1966),
- "Hasan Brkić" i Zlatna značka Univerziteta u Sarajevu za odličan uspjeh u studiju (1966),
- Veselin Masleša (najviša bosanskohercegovačka nagrada za naučni rad, 1977.[11][12][13][14][15][16][17][18][19][20]),
- Šestoaprilska nagrada grada Sarajeva (1990),
- Zlatna plaketa i Nagrada Pokreta “Nauku mladima” (1977; 1981),
- Medalja “Boris Kidrič” – Narodna tehnika Jugoslavije, za osobite zasluge u širenju tehničke kulture (1983),
- Plaketa sa Diplomom Univerziteta (1986),
- Božo Škerlj numismate antrropologiae pro anno MCMLXXXIX (ADJ) (1989),
- Nagrada Univerziteta u Sarajevu za najreferentnijeg profesora PMF–a (2007),
- Specijalno priznanje Utemeljitelju INGEB–a povodom jubileja 20–godišnjice (2008),
- Plaketa Univerziteta u Sarajevu (2010)
- Ingebov heliks 1988, za 2018, za doprinos osnivanju i afirmaciji Instituta za genetičko inženjerstvo i biotehnologiju Univerziteta u Sarajevu,
- i druge nagrade i priznanja.

## Djela
Do 2014. godine je publicirao 214 originalnih naučnih radova, 17 stručnih radova, 22 knjige
. ISBN 978860102217 Проверите вредност параметра |isbn=: length (помоћ). Недостаје или је празан параметар |title= (помоћ) 

, 70 naučno-istraživačkih i stručnih projekata te 85 konferencijskih priopćenja. Do sada su radovi prof. dr. Rifata Hadžiselimovića citirani u najmanje 30 (dostupnih) različitih udžbenika i knjiga.

## Literatura
- Ingeb, ур. (2018). Prvih 30 godina Ingeba/The first 30 years of Ingeb. Institut za genetičko inženjerstvo i biotehnologiju/Institute for genetic ingeneering and biotechnology, Sarajevo. ISBN 978-9958-9344-9-0.